# Дружево (Тверская область)
Дружево — деревня в Торопецком районе Тверской области. Входит в состав Плоскошского сельского поселения.

## География
Деревня расположена в северной части района.
Расстояния (по автодорогам):
- До районного центра, города Торопец — 53 км
- До центра сельского поселения, посёлка Плоскошь — 8,5 км
- До ближайшего населённого пункта, деревни Зыково — 1 км

Климат
Деревня, как и весь район, относится к умеренному поясу северного полушария и находится в области переходного климата от океанического к материковому. Лето с температурным режимом +15…+20 °С (днём +20…+25 °С), зима умеренно-морозная −10…−15 °С; при вторжении арктических воздушных масс до −30…-40 °С.

## История
Сельцо Дружево впервые упоминается на топографической карте Фёдора Шуберта 1867—1906 годов.
На карте РККА 1923—1941 годов обозначена деревня Дружево. Имела 7 дворов.
До 2005 года деревня входила в состав упразднённого в настоящее время Краспонолецкого сельского округа.

## Население
| 2010 |
| ---- |
| 0    |

Население по переписи 2002 года — 2 человека.
Национальный состав
Согласно результатам переписи 2002 года, в национальной структуре населения русские составляли 100 % от жителей.